# 聯邦地產
聯邦地產有限公司（前股票編號：A股港交所：77，B股港交所：228），是由會德豐地產有限公司旗下公司之一。
其股份自1947年上市，聯邦地產的主要資產是干諾道中的國際大廈與聯邦大廈（中保集團大廈及永安集團大廈前身），並於1980年間接取得沙田銀禧花園20%權益。1970年代時任會德豐主席約翰·馬登以發行新股方法向張玉良收購聯邦地產，使馬登家族於會德豐的大股東之位讓予張玉良。間接引發其後的會德豐收購戰，其後2000年6月15日宣佈，把A股和B股合併為一，以符合提高效益。到了2003年，會德豐地產（港交所：0049）宣佈把本公司私有化後，退出香港股市。

## 外部連結
- Earnings Per Staff 吳光正大勝董建華 何車
- 包玉刚家族私有化退市